# Medrese Muhammad Rahim Khan

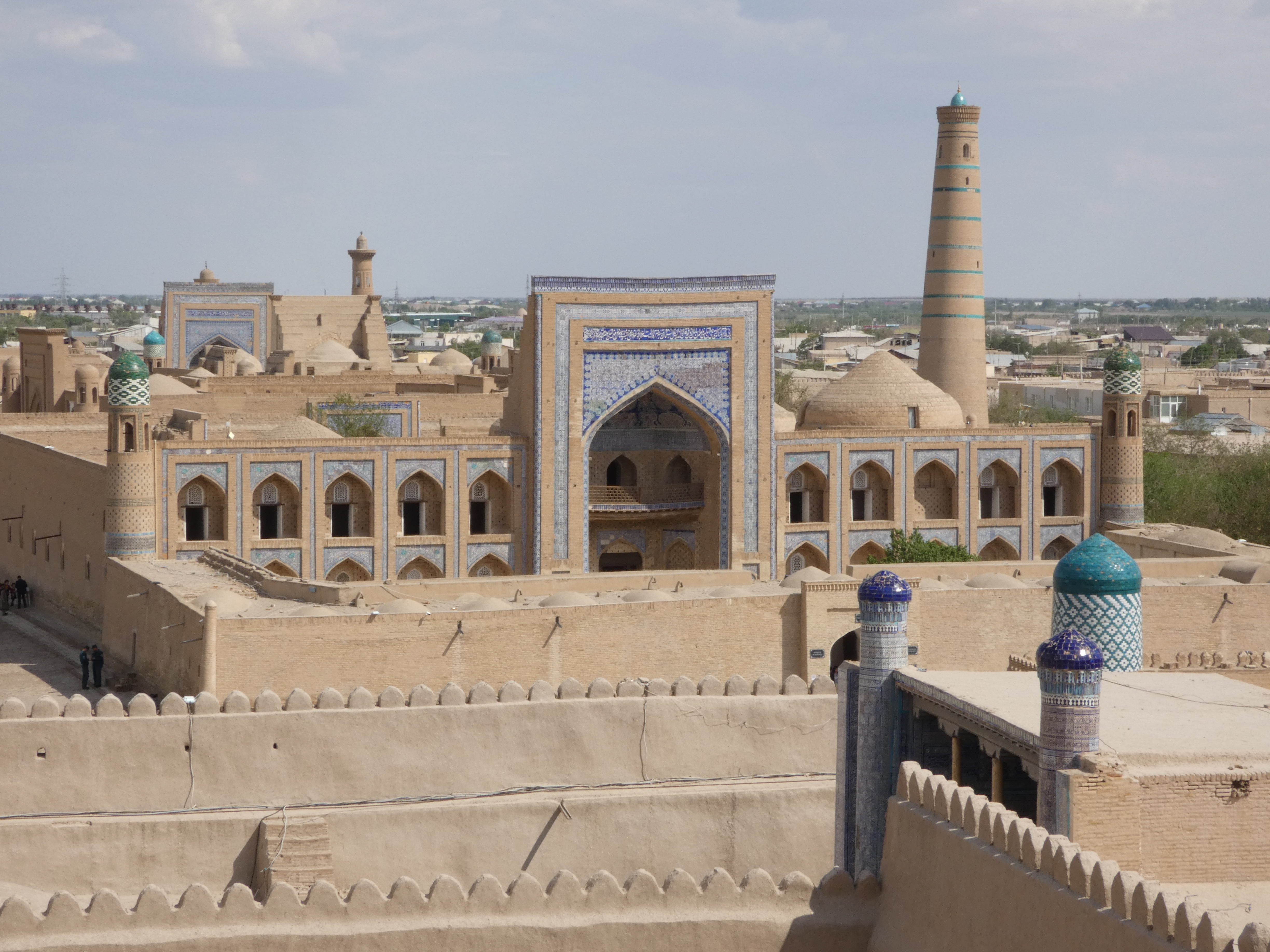
Die Medrese Muhammad Rahim Khan vom Turm des Konya Ark

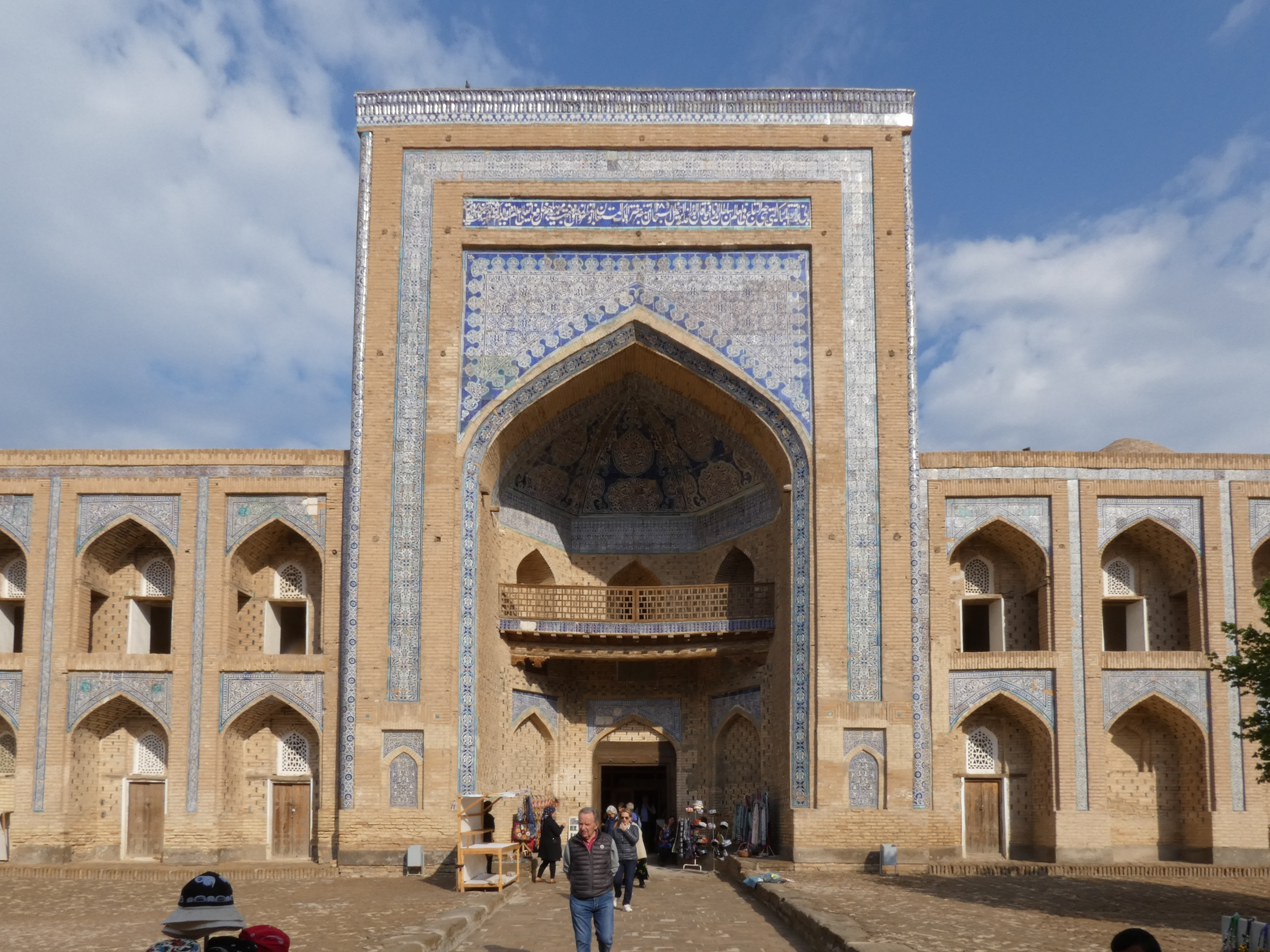
Portal der Medrese

Die Medrese Muhammad Rahim Khan (usbekisch Muhammad Rahimhon Madrasasi) ist eine Medrese in der historischen Altstadt Chiwa, in Ichan Qalʼа. Sie ist Teil des UNESCO-Welterbes.

## Bauwerk
Die Medrese Muhammad Rahim Khan ist eine der größten Chiwas und liegt der Zitadelle Konya Ark unmittelbar gegenüber. Sie hat eine Größe von 62 Meter mal 50 Meter. Gebaut wurde sie 1871 im Auftrag des Khan Said Muhammad Rahim II. (Regierungszeit 1863 bis 1910), der unter dem Pseudonym Feruz Shah auch ein bekannter Dichter war. Sie wurde als letzte der großen Medresen Chiwas errichtet. Der rechteckige Bau hat einen Hof mit vier Iwanen. Weiterhin befinden sich kleine Türme auf den Ecken. Das große Eingangsportal ist mit einem kompliziert gestalteten Vestibül mit einer fünfspannigen Arkade bebaut. Die Chudschras der Medrese sind mit Kuppeln vom Typ Balchi überdeckt. Außer Wohnräumen hat die Medrese Wirtschaftsräume. Im Südflügel befindet sich eine Kuppelmoschee.